# 서산 개심사 제석·범천도 및 팔금강·사위보살도
서산 개심사 제석·범천도 및 팔금강·사위보살도(瑞山 開心寺 帝釋·梵天圖 및 八金剛·四位菩薩圖)는 대한민국 충청남도 서산시 개심사에 있는 조선시대의 불화이다. 2012년 4월 25일 대한민국의 보물 제1766호로 지정되었다.

## 개요
개심사 제석․범천도 및 팔금강․사위보살도 불화는 1772년에 개심사 괘불도 조성시 함께 제작된 도량장엄용 의식불화로 제석천도, 범천도, 사보살도, 팔금강도 등으로 구성되어 있다.
이 작품들은 제6 정제재금강보살도 하부의 화기에 건륭삼십칠년(乾隆三十七年, 1772) 괘불화를 제작할 때 범제석천, 팔대금강(八大金剛), 사위보살(四位菩薩)을 함께 제작하였다고 기록되어 있어 아마도 그때 함께 제작된 것으로 짐작한다. 이들 도량옹호번은 괘불도와 함께 영산재를 베풀기 위해 일괄로 제작된 것으로 함께 남아 있는 경우가 드물다.
개심사 도량옹호번은 현존하는 번들 중에서 제작시기가 비교적 오래 되었고, 지본의 번으로서도 드문 사례에 해당한다.
비록 선이 거칠고 다소 형식화된 면이 보이지만, 괘불도와 도량옹호번이 함께 남아 있는 드문 사례에 해당하기 때문에, 야외 의식불화 연구에 귀중한 자료이다.

## 세부 내역
- 수량 : 14폭(제석도 1폭, 범천도 1폭, 팔금강도 8폭, 사보살도 4폭)
  - 제석천왕도(帝釋天王圖) 161×83cm, 150.3×79.6cm
  - 대범천왕도(大梵天王圖) 172×84.8cm, 150.7×79.5cm
  - 제일 청제재금강(第一 靑除災金剛) 166.5×85.7cm, 149.8×80.0cm
  - 제이 벽독금강(第二 辟毒金剛) 168.0×84.7cm, 149.5×79.8cm
  - 제삼 황수구금강(第三 黃隨求金剛) 165.0×84.2cm, 149.5×79.8cm
  - 제사 백정수금강(第四 白淨水金剛) 161.0× 86.0cm, 150.5×80.5cm
  - 제오 적성금강(第五 赤聲金剛) 176.0×85.0cm, 149.5×79.0cm
  - 제육 정제재금강(第六 定除災金剛) 160.0×84.0cm, 149.9×79.8cm
  - 제칠 자현신금강(第七 紫賢神金剛) 166.0×84.0cm, 151.5×79.5cm
  - 제팔 대신력금강(第八 大神力金剛 ) 167.0×84.8cm, 150.5×79.5cm
  - 제일 금강권보살(第一 金剛眷菩薩) 158.8×84.4cm, 149.1×79.8cm
  - 제이 금강색보살(第二 金剛索菩薩) 164.0×83.6cm, 149.6×80.0cm
  - 제삼 금강애보살(第三 金剛愛菩薩) 85.6×154.0cm, 149×79.7cm
  - 제사 금강어보살(第四 金剛語菩薩) 159.4×84.8cm, 150.2×79.4cm
- 재질 : 지본채색
- 제작연대 : 1772년(영조 48)
- 제작자 : 미상

## 같이 보기
- 개심사

## 참고 자료
- 서산 개심사 제석·범천도 및 팔금강·사위보살도 - 국가유산청 국가유산포털